# Cosme Mavoungou
Cosme Andrely Atoni Mavoungou (22 de novembro de 1996) é um futebolista profissional congolês que atua como defensor.

## Carreira
Cosme Mavoungou representou o elenco da Seleção Congolesa de Futebol no Campeonato Africano das Nações de 2015.